# Ranta-Ruonajärvi
Ranta-Ruonajärvi är en sjö i Finland. Den ligger i kommunen Muonio i landskapet Lappland, i den norra delen av landet, 800 km norr om huvudstaden Helsingfors. Ranta Ruonajärvi ligger 276,6 meter över havet. Den ligger vid sjön Äkäsjärvi. Arean är 23,1 hektar och strandlinjen är 2,12 kilometer lång. Sjön  ingår i Torne älvs huvudavrinningsområde. 